# Eunidia postfasciata
Eunidia postfasciata là một loài bọ cánh cứng trong họ Cerambycidae.